# Șoseaua Kiseleff

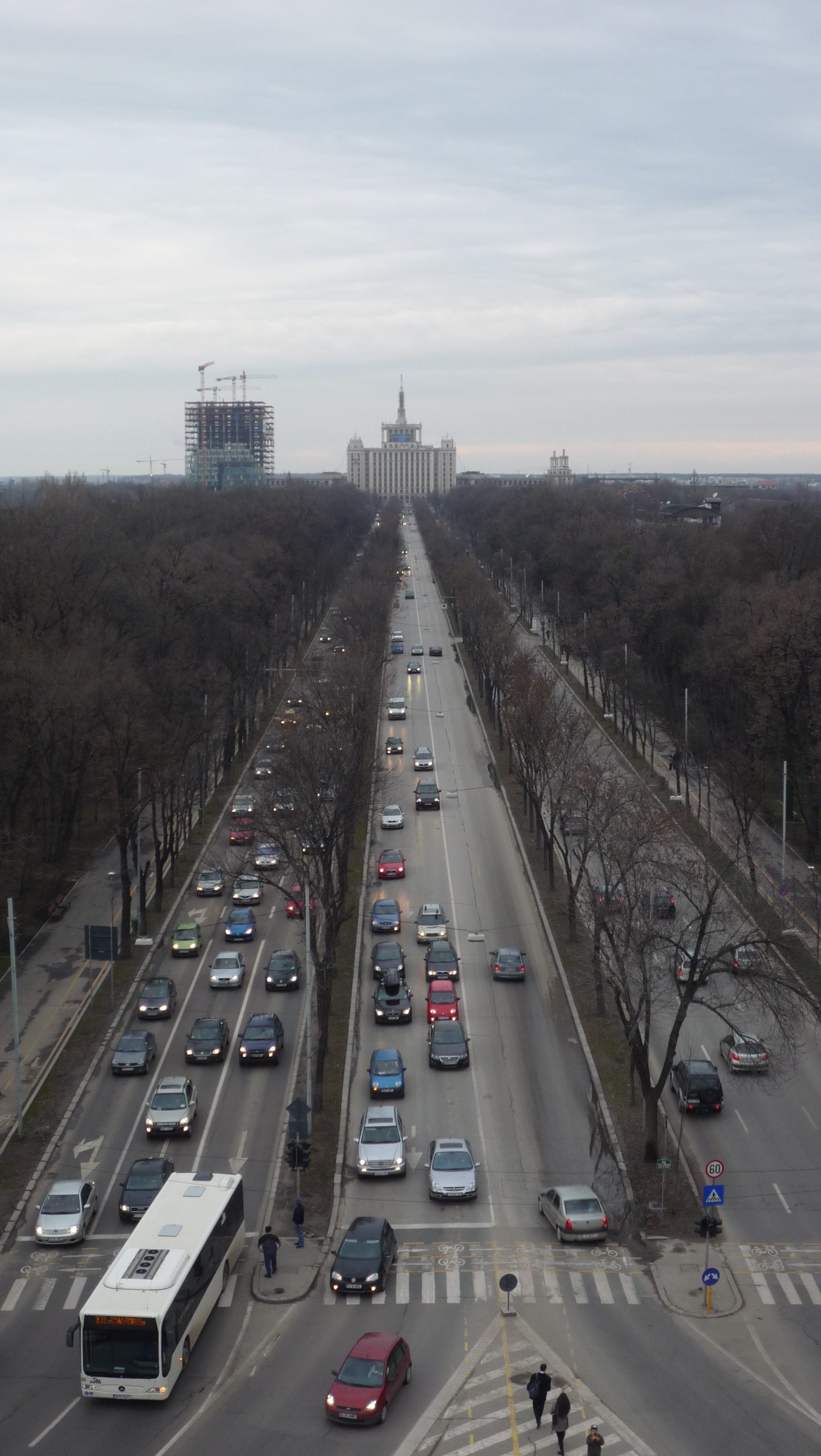
Kiseleff-Boulevard, vom Arcul de Triumf aus gesehen

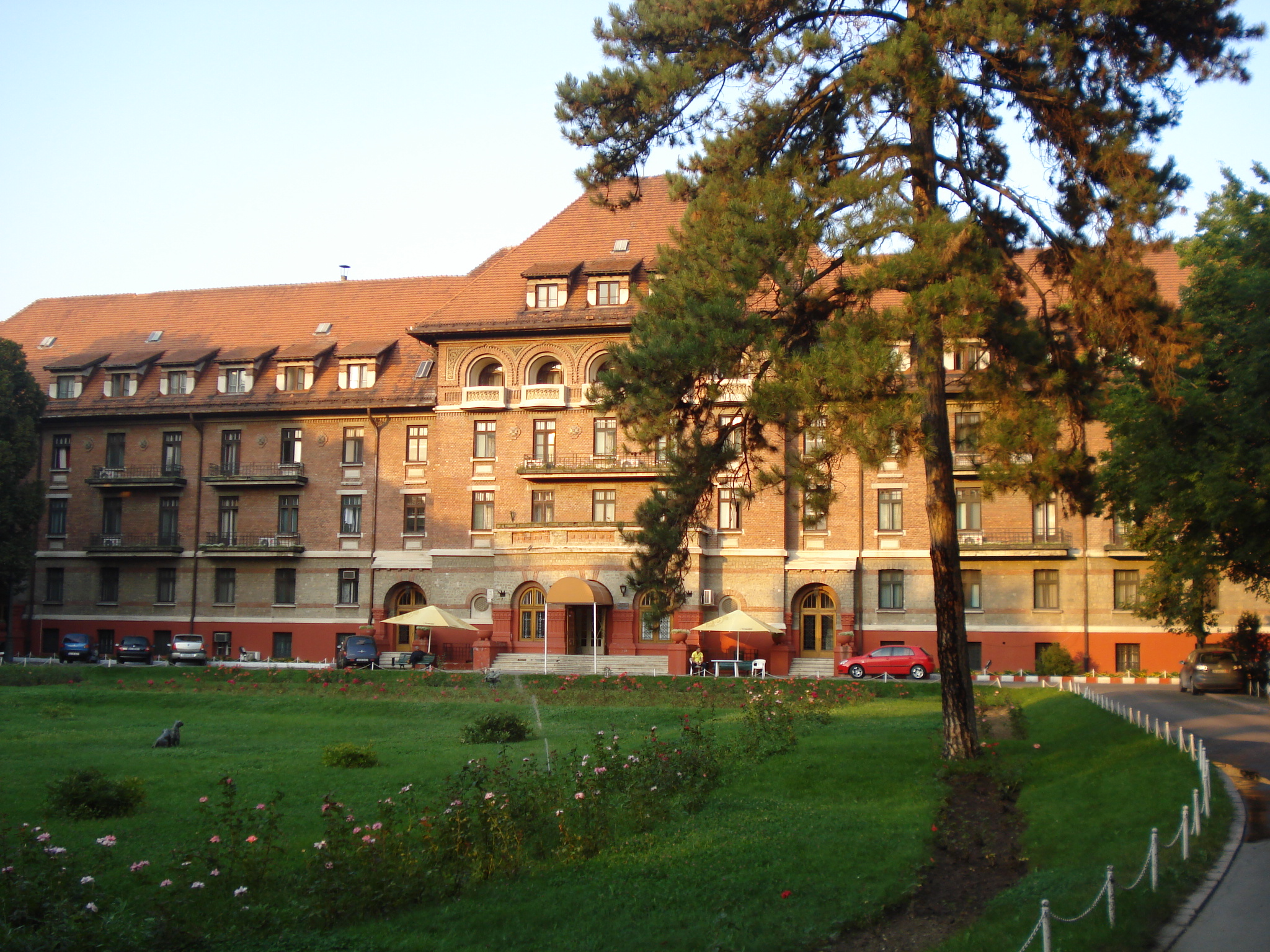
Hotel Triumf

Die Șoseaua Kiseleff ist eine Hauptverkehrsstraße in Bukarest. Sie befindet sich im ersten Sektor der Stadt und verbindet den Siegesplatz mit der Piața Presei Libere. Die Straße wurde zu Ehren des Grafen Pavel Kiseleff, der die russische Militärverwaltung des Landes zwischen den Jahren 1829 und 1834 führte, benannt.

## Bauten
- Muzeul Geologic Național
- Muzeul Național de Istorie Naturală Grigore Antipa
- Muzeul Țăranului Român
- Bufetul din Șoseaua Kiseleff
- Hotel und Restaurant "Triumf"
- Palatul Elisabeta

## Parks
- Kiseleff-Park
- Parcul Regele Mihai I al României
- Dorfmuseum